# Richard Honner
Richard Honner, född 30 november 1897, död 10 november 1962, var en australisk friidrottare. Han deltog vid olympiska sommarspelen 1924.